# Subiaco
Subiaco este o comună din provincia Roma, regiunea Lazio, Italia, cu o populație de 8.466 locuitori (1 ianuarie 2023) și o suprafață de 63,23 km².

## Demografie
Subiaco - evoluția demografică

|  | Graficele sunt indisponibile din cauza unor probleme tehnice. Mai multe informații se găsesc la Phabricator și la wiki-ul MediaWiki. |

Date: Recensăminte sau birourile de statistică - grafică realizată de Wikipedia

## Personalități născute aici
- Gina Lollobrigida (1927 - 2023), actriță.